# New Mexicos flagga
New Mexicos flagga antogs 1925. New Mexico blev amerikansk delstat 1912.
Flaggan, som har en gammal indiansk symbol för solen, är utformad i den spanska flaggans färger för att symbolisera att New Mexico tidigare lydde under Spanien. Flaggan utformades av doktor Harry Mera från Santa Fé.